# Milan Ribar
Milan Ribar (Sarajevo, 21. studenoga 1930. – Zagreb, 26. svibnja 1996.), bio je bosanskohercegovački nogometni trener.

## Igračka karijera
Igrao je za sarajevski Željezničar u dva navrata (1950. – 1953., te 1956. – 1960.), odigravši ukupno 65 prvenstvenih utakmica i postigavši 2 pogotka, te za banjolučki Borac (1953. – 1956.).

## Trenerska karijera
Trenirao je Željezničar, jugoslavensku reprezentaciju, Iraklis, Larissu, Čelik, Sarıyer, Zeytinburnuspor i Spartak. Davao je prednost tjelesnoj spremi pred tehničkim znanjem. Zbog toga su za igrače iz njegovih momčadi "govorili da su i u zadnjih 20 minuta utakmice igrali kao da je tek počela".
Sa Željezničarom je osvojio naslov prvaka u sezoni 1971./72. U Kupu europskih prvaka sljedeće sezone Željezničar je igrao s Derby Countyjem koji ih je u 1. kolu pobjedama u obje utakmice, 2:1 i 2:0, izbacio iz daljnjeg natjecanja.
Milan Ribar je bio član izborničke komisije (Miljan Miljanić, Milan Ribar, Sulejman Rebac, Tomislav Ivić, Milovan Ćirić) koja je ostvarila plasman i vodila jugoslavensku reprezentaciju na Svjetskom prvenstvu 1974. godine u Njemačkoj. Jugoslaviju je vodio 11 puta.
Umro je u jednoj zagrebačkoj bolnici, 1996. godine.

## Priznanja

### Trener
Željezničar Sarajevo
- Prvenstvo Jugoslavije u nogometu (1): 1971./72.

## Vanjske poveznice
- Profil na transfermarkt.com (engl.)
- Profil na fussballzz.de (njem.)